# Pourquoi un pyjama ?

Pourquoi un pyjama ? est une chanson française écrite et composée par Serge Gainsbourg et créée par Régine en 1966. 
La cantatrice qui accompagne Régine sur cette chanson n'est pas créditée. « C'est quelqu'un de très important à l'opéra » selon elle, mais Régine n'a jamais souhaité révéler son identité.

## Fiche artistique
- Titre : Pourquoi un pyjama ?
- Paroles et musique : Serge Gainsbourg
- Interprète d’origine : Régine sur le super 45 tours EP Pathé Marconi EG-948
- Arrangements et direction musicale : Alain Goraguer
- Producteur : Gérard Trimbach
- Année de production : 1966
- Éditeur : Sidonie
- Parution : juin 1966
- Durée : 02:22

## Impact
Pourquoi un pyjama ? a marqué la chanson française en 1966. La musique présente des airs de mélodies tyroliennes et le refrain, à la veine populaire, a été fredonné par plus d’un adepte :
| Pourquoi Un pyjama À rayures à Fleurs ou à pois | Pourquoi Un pyjama En coton en Fil ou en soie |

## Pourquoi un pyjama?en CD (compilation)
- 2006 - Gainsbourg fait chanter Régine - 1 CD Mercury / Universal 983760-9